# Fosfină
Fosfina (denumirea IUPAC: fosfan) este un compus cu formula chimică PH3. Este un lichid incolor, inflamabil, gaz toxic. Fosfina pură este inodoră, dar probele tehnice de calitate au un miros extrem de neplăcut ca usturoiul sau peștele putrezit, datorită prezenței unui substituit al fosfinei și al difosfinei (P2H4). Cu urme de P2H4 prezente, PH3 este spontan inflamabilă în aer, arzând cu flacără luminoasă. 

## Obținere
Fosfina poate fi preparată prin diverse metode. La nivel industrial, poate fi obținută în urma reacției dintre fosforul alb și hidroxidul de potasiu sau de sodiu, când se obține ca produs secundar hipofosfit de potasiu sau de sodiu:
3 KOH  +  P4  +  3 H2O   →   3 KH2PO2  +  PH3
De asemenea, se obține un amestec de fosfină și acid fosforic printr-o reacție de disproporționare catalizată în mediu acid. 

### În laborator
În laborator, fosfina se prepară prin disproporționarea acidului fosforos, când se obține și acid fosforic:
4  H3PO3   →  PH3  +   3 H3PO4
Metodele alternative includ hidroliza fosfurilor de aluminiu sau de calciu (AlP sau Ca3P2).